# Mike Disfarmer
Mike Disfarmer (* vermutlich 1882 als Michael Meyer; † 1959 in Heber Springs, Arkansas) war ein amerikanischer Fotograf, der für seine realitätsnahen und ausdrucksstarken Porträts von Bewohnern seiner Heimatstadt Heber Springs in Arkansas bekannt wurde. Disfarmers Bilder, die das Leben von Menschen in den ländlichen Vereinigten Staaten der 1920er bis 1950er Jahre abbilden, wurden erst 14 Jahre nach seinem Tod wiederentdeckt und erlangten anschließend als Kunstwerke breitere Bekanntheit.

## Leben und Werk
Disfarmers genaue Herkunft ist nicht bekannt. Als Geburtsjahr wird sowohl 1882 als auch 1884 angegeben; ein in Heber Springs auf den Namen „Mike Disfarmer“ ausgestellter Wehrpass aus dem Zweiten Weltkrieg führt als Datum den 16. August 1882 und als Geburtsort Daviess, Indiana, an. Disfarmers Eltern waren Immigranten aus Deutschland und ließen sich zunächst in Stuttgart, Arkansas, nieder. Nach dem Tod seines Vaters, eines Reisbauern, siedelte Disfarmers Mutter mit ihren Kindern nach Heber Springs in Cleburne County über, wo Mike eine Geschäftspartnerschaft mit einem Fotografen einging. Nachdem ein Tornado das Haus seiner Mutter vernichtete, kaufte Disfarmer ein eigenes Studio mit angeschlossenem Wohntrakt, in dem er bis zu seinem Tode lebte und arbeitete.
Im Laufe seines vierzigjährigen Schaffens als eigenständiger Fotograf verdiente Disfarmer seinen Lebensunterhalt mit der Porträtfotografie. Seinen ursprünglichen deutschen Familiennamen „Meyer“ legte er dabei ab. Vermutlich in bewusster Abgrenzung zu seiner Herkunft und zu seiner ländlichen Lebenswirklichkeit schuf er den Namen „Dis-farmer“ (engl. in etwa für „Kein Bauer“; wahrscheinlich in Anspielung auf die Tatsache, dass der Name „Meier“ im Deutschen häufig auf eine Existenz als (Klein-)Bauer hinweist). Disfarmer lebte abgeschieden, alleinstehend und wurde von den Bewohnern von Heber Springs als exzentrisch angesehen.
Disfarmers Porträts entstanden als sogenannte „penny portraits“ – sie waren geringfügig entlohnte Auftragsarbeiten für die Bewohner der Kleinstadt Heber Springs und wurden zumeist als Erinnerungsfotos im Familienkreis weitergegeben. Alle überlieferten Fotos sind Studioaufnahmen. Von den wenigen außerhalb von Disfarmers Studio entstandenen Aufnahmen sind keine Kopien überliefert.
Die Fotografien stellen entweder einzelne Personen oder Gruppen von Personen dar. Stilistisch sind die Aufnahmen von einem strengen Realismus geprägt, dessen Einfachheit gegen Ende von Disfarmers Schaffen zunimmt. Die abgebildeten Personen wurden häufig in ihrem Sonntagsstaat aufgenommen, wenngleich eine Reihe von Aufnahmen die Porträtierten so darstellt, als kämen sie gerade von der Feldarbeit. Disfarmers Biographen Eileen Turan und Keith Melton beschreiben die Fotos als eine „Sammlung von Bildern gewöhnlicher Menschen, welche das Wesen einer Zeit, eines Ortes und der Menschen abbildet, die darin gelebt haben.“

## Wiederentdeckung der Werke
Nach dem Tod Disfarmers im Jahr 1959 kaufte Joe Allbright, ehemaliger Bürgermeister von Heber Springs, die Glasplatten mit den Negativen der Porträts. Vierzehn Jahre später machte Allbright den Redakteur der Zeitung The Arkansas Sun, Peter Miller, auf die Fotos aufmerksam. Miller erkannte den Wert der Bilder und veröffentlichte die Fotos über den Zeitraum von einem Jahr in seiner Zeitung. Gleichzeitig schickte er einige Abzüge an Julia Scully (1929–2023), die zu jener Zeit als Bildredakteurin des Fotomagazins Modern Photography in New York arbeitete. Gemeinsam veröffentlichten Scully und Miller im Jahr 1976 das Buch Disfarmer: The Heber Springs Portraits, 1939–1946, mit dessen Erscheinen Disfarmer und sein Werk überregionale Bekanntheit erlangten.

## Werkausgaben
- Julia Scully / Peter Miller: Disfarmer: The Heber Springs Portraits, 1939–1946, Danbury, NH 1976.
- Alan Trachtenberg / Toba Tucker: Heber Springs Portraits: Continuity and Change in the World Disfarmer Photographed, Albuquerque 1996.
- Steven Kasher (Hrsg.): Original Disfarmer Photographs, New York 2005.